# Exetastes albomaculatus
Exetastes albomaculatus är en stekelart som beskrevs av Meyer 1921. Exetastes albomaculatus ingår i släktet Exetastes och familjen brokparasitsteklar. Inga underarter finns listade i Catalogue of Life.